# 李绩 (钦王)
李绩（?—?），唐朝皇子，是唐顺宗李诵的第十三子，生母不详。

## 生平
生年没有记载，兄长和弟弟李繕在788年被祖父唐德宗册封为郡王，他未受封，情况不详。贞元二十一年（805年），李绩被父亲唐顺宗封为钦王。李绩去世之年不详。

## 家庭
- 第二女：延陵縣主，嫁齊高帝十代孫蕭宏[1]

### 書目
- 《旧唐书 列传第一百》：钦王绩，顺宗第十三子。贞元二十一年封。
- 《新唐书 列传第七》：钦王绩，亡薨年。

### 引用
1. ↑  《蘭陵蕭府君（宏）墓誌銘并序》：“府君諱宏，字𥙿之……以大中八年十一月十一日薨于新昌里之私第，贈左衛大將軍。尚延陵縣主，故欽王之第二女也，則今皇帝之女弟。”